# Nymphon filatovae
Nymphon filatovae is een zeespin uit de familie Nymphonidae. De soort behoort tot het geslacht Nymphon. Nymphon filatovae werd in 1993 voor het eerst wetenschappelijk beschreven door Turpaeva. 